# Vinícius Júnior
Vinícius José Paixão de Oliveira Júnior, mais conhecido como Vinicius Junior, (São Gonçalo, 12 de julho de 2000) é um futebolista brasileiro que atua como ponta-esquerda. Joga pelo Real Madrid e pela Seleção Brasileira.
Em 2017, com apenas 16 anos, entrou para a história do futebol mundial ao ser vendido pelo Flamengo ao Real Madrid por 45 milhões de euros. Este valor representou, à época, a 2ª maior venda da história do futebol brasileiro, atrás apenas da venda de Neymar, e ainda o maior valor já pago por um futebolista com menos de 19 anos de idade. No dia 28 de maio de 2022, foi autor do gol que deu o 14° título de Liga dos Campeões da UEFA ao Real Madrid.
Em outubro de 2024, Vinícius ficou em 2º lugar na premiação da Bola de Ouro. Pouco mais de um mês depois, foi eleito pela FIFA o melhor jogador do mundo e faturou o prêmio The Best, honraria que o Brasil não conquistava há 17 anos, desde Kaká em 2007.

## Carreira

### Início no Canto do Rio
Nascido em São Gonçalo, Vinícius Júnior jogou na escolinha do Flamengo no bairro do Mutuá. Seu primeiro clube em que jogou como atleta federado foi o Canto do Rio, de Niterói. Na época, o clube montou uma equipe sub-7 para jogar a Liga Niteroiense de Futsal.
O jogador conciliava as atividades do futsal com os treinos na escolinha do futebol. Seu registro inicial na escolinha do Flamengo era de lateral-esquerdo e sua referência era o jogador Renato, enquanto que seu maior ídolo era o atacante Robinho.
Vinícius jogou dos seis aos dez anos no futsal do Canto do Rio, tendo sido campeão da Copa Niterói da Liga Niteroiense de Desportos em 2007. Suas atuações no futsal quase deixaram o jogador em definitivo na modalidade, pois o jogador chegou a ser levado pelos pais para um teste no futsal do Flamengo em 2009. Por ser considerado muito novo, o clube pediu para ele voltar no ano seguinte. Vinícius decidiu não retornar para mais um teste no futsal, pois seu desejo era o futebol de campo.

### Flamengo

#### Base
Vinícius foi federado pelo Fla aos 10 anos, e desde então foi tratado com o status de "futuro craque", sendo o principal destaque da base desde o time Sub-13.
Como morava a setenta quilômetros do Ninho do Urubu, o centro de treinamentos do Flamengo, a família passou por um período de provação para conseguir dar suporte financeiro ao jovem jogador. O pai de Vinícius Júnior chegou a trabalhar em São Paulo para garantir o sustento necessário. Logo, uma van passou a dar o transporte para o atleta poder treinar. Vinícius ainda chegou a morar com um primo para que pudesse ficar próximo do centro de treinamentos.
Segundo Eduardo Júnior, responsável pela aprovação de Vinícius Júnior na peneira do Flamengo, o garoto "parecia com o ex-meia Adílio, fisicamente e também na capacidade de driblar". Foi por isso que, já no primeiro campeonato disputado pelo Vinicius pelo Flamengo (a Copa Rio Bonito de 2010) ele ganhou a camisa 8, uma espécie de homenagem ao Adílio.
Aos 13 anos, veio a primeira convocação para a Seleção Sub-15, com o técnico Cláudio Caçapa. Mesmo um ano abaixo, ele já era titular e principal jogador dos infantis do Flamengo. Era o protagonista da chamada "Geração 2000 Rubro-Negra", que chegou a ficar mais de 90 jogos invicta entre o mirim e o infantil. Em 2015, sagrou-se campeão da Copa Votorantim, torneio equivalente ao campeonato nacional da categoria.
Em entrevista ao Yahoo Esportes, Fábio Barrozo, ex-gerente das categorias de base do Corinthians, revelou que em 2013, o Timão tentou tirá-lo da Gávea, mas não conseguiu. Mesmo assim, dois anos depois, após uma exibição de gala contra o próprio Corinthians, o Alvinegro tentou contratá-lo novamente, fazendo uma oferta muito boa, completamente fora da realidade para um menino de sua idade, mas sem sucesso.
Em 2016, Vinícius subiu aos juvenis, e a história se repetiu. Mesmo um ano mais novo do que limite da categoria determina, ele se tornou protagonista do time. Marcou dez gols, foi o grande assistente da competição formando parte de um ataque que marcou mais de 52 gols, e ajudou o Flamengo a sagrar-se campeão do Campeonato Carioca Sub-17.
Mas a fama de fato veio em 2017, quando Vinícius participou pela primeira vez da Copa São Paulo de Futebol Júnior, e, mesmo tendo três anos a menos que a idade permitida, foi um dos destaques do torneio. Logo na estreia do Rubro-Negro na competição, Vinícius entrou no decorrer da partida e marcou dois gols na goleada por 5–0 diante do Central. Foi destaque pelo Flamengo diante o Nacional de São Paulo em uma goleada por 6–0, em que Vinícius contribuiu com duas assistência e provocando dois cartões amarelos ao time adversário. Vini também foi o herói da classificação rubro-negra para às quartas de final da Copinha, marcando de peito o gol da vitória por 2–1 diante do Cruzeiro, já no final do jogo.
As atuações de destaque de Vinícius Júnior pelas categorias de base do Flamengo e da Seleção Brasileira geraram grande interesse do clubes europeus em seu futebol. Publicações de jornais europeus, como Sport, El Confidencial e o As publicaram algumas matérias falando sobre Vinícius Júnior, chamando-o de "novo Neymar do futebol brasileiro".
Para se cercar do assédio dos clubes europeus, o Rubro-Negro firmou o primeiro contrato profissional assim que o jogador completou 16 anos (que é a idade mínima que a legislação permite que um atleta assine um contrato profissional), com uma multa estipulada em 30 milhões de euros (aproximadamente R$ 100 milhões), com o Fla ficando com 90% dos direitos econômicos e 10% pertencendo ao atleta. Vinícius teve o contrato registrado na CBF em 1 de agosto de 2016. Embora a Lei Pelé autorize vínculos por cinco anos, a FIFA reconhece apenas por três anos. Por isso, o Rubro-negro o firmou até 31 de julho de 2019. A partir deste contrato, o Flamengo iniciou um consistente plano de carreira para a promessa. A elaboração de um novo contrato (subindo a multa rescisória para um valor que seja suficiente para que, se for paga, seja a maior venda do futebol brasileiro) e o aproveitamento em etapas no time profissional são os pontos principais.
Grandes clubes europeus como Barcelona e Real Madrid foram os primeiros a manifestar interesse na contratação do jovem atacante com suas atuações de destaque pela base do Flamengo e da Seleção Brasileira, tanto que durante a Copa São Paulo de Futebol Júnior o time catalão enviou um olheiro para acompanhar de perto as atuações de Vinícius. Em maio o Real Madrid ofereceu 45 milhões de euros (cerca de R$ 157 milhões) para levar o atacante para Espanha próxima temporada, quando completará 18 anos e a legislação permitirá sua transferência, proposta essa que superou a do rival Barcelona que havia oferecido 25 milhões de euros (R$ 87,33 milhões) por Vinícius.

#### Profissional

##### 2017
Depois da boa participação do atleta na Copa São Paulo, Vinícius foi chamado para realizar alguns treinos com o time profissional do Flamengo, e sua integração ao elenco profissional era questão de tempo. A ideia era que o jovem jogador tivesse um contato mais próximo com os profissionais e assim pudesse se desenvolver de forma mais qualificada.
No dia 7 de maio, após a conquista do Campeonato Carioca, o técnico Zé Ricardo confirmou a incorporação de Vinícius Júnior ao time profissional do Flamengo para a disputa do Campeonato Brasileiro. Logo no dia seguinte Vinícius realizou exames médicos visando sua promoção ao time principal, e também enviá-los ao Real Madrid que havia pedido esses exames.
No dia 9 de maio, com apenas 16 anos, Vinicius Jr. já participava pela primeira vez de uma atividade como profissional do Flamengo, e constava no site do clube como o novo camisa 20 da equipe.
No dia 13 de maio, 16 anos e dez meses, Vinicius fez sua estreia como profissional na partida em que o Flamengo empatou em 1–1 com o Atlético Mineiro, válida pela 1ª rodada do Brasileirão. Vinícius entrou em campo aos 37 minutos do segundo tempo, após pedidos da torcida. Segundo estatísticas do jornal Lance!, os números de Vinícius na partida foram: dois cruzamentos errados, dois passes certos, um passe errado, três perdas de bola e 13 segundos de posse de bola.
No dia 15 de maio, o Flamengo renovou mais uma vez o contrato de Vinícius Júnior, que recebeu um expressivo aumento salarial e viu sua multa rescisória subir de 30 milhões de euros para 45 milhões de euros. Conforme noticiado pela imprensa, esta renovação fazia parte do processo de venda do Vinicius para o Real Madrid, que estava na iminência de ser concretizada, e foi selada durante uma reunião realizada na Gávea. Este novo contrato estendia o vínculo do atleta com o Flamengo para 2022 – o anterior ia até 2019.
No dia 20 de maio, na vitória de 2–0 sobre o Atlético Goianiense, Vinícius fez sua segunda partida como profissional, novamente entrando nos minutos finais. Mesmo assim, deu tempo para fazer uma jogada que levantou a torcida. Ele pegou bola, fez a festa na zaga do Dragão, dando uma meia-lua em zagueiro e cruzando para trás, mas a zaga cortou. A jogada foi tão bonita, que foi eleita "o lance mais abusado do final de semana no futebol brasileiro", numa enquete do programa o "É Gol!!!", do SporTV.
Logo após esta sua segunda partida como profissional do Fla, o clube anunciou sua venda para o Real Madrid, da Espanha, por 45 milhões de euros. No acordo assinado, o clube carioca assinou uma obrigação de venda em julho de 2018, já que não é permitido na Espanha o registro de estrangeiros menores de idade. Segundo o jornalista Mauro Cezar Pereira, da ESPN Brasil, Vinícius Júnior fica no Rio de Janeiro, a priori, até janeiro de 2019, mas há uma série de cláusulas para os dois lados. São três possibilidades: o atacante embarcará para Madri em julho de 2018, quando completará 18 anos e poderá ser transferido para o exterior; janeiro ou julho de 2019. Uma série de variáveis irá definir, apoiadas no amadurecimento do atleta e em seu desempenho. Dependerá se o jogador ira bem, muito bem, mal, fenomenalmente bem, etc. Além disso, com o intuito de se resguardar, o Real Madrid incluiu um seguro milionário no contrato. Desta forma, caso o menino se lesione atuando pelo Flamengo, os merengues receberão uma compensação financeira.
O valor de venda de Vinícius Júnior representa a 2ª maior venda da história do futebol brasileiro (atrás apenas de Neymar), o maior valor arrecadado por um clube brasileiro por uma negociação (Neymar custou 86 milhões de euros ao Barcelona, mas o Santos ficou com 17 milhões de euros), e ainda o maior valor já pago por um futebolista com menos de 19 anos de idade. Descontados impostos e comissões, o Flamengo ficará com aproximadamente R$ 100 milhões. Desse montante, o rubro-negro receberá dois terços (cerca de R$ 66 milhões) agora. O restante será parcelado até o atacante se apresentar na Espanha.
No dia 12 de junho, no empate em 1–1 contra o Avaí, no Estádio da Ressacada, Vinícius começou, pela primeira vez, uma partida como titular no Flamengo, mas não atuou os 90 minutos.
Em 9 de agosto, na goleada do Flamengo por 5–0 sobre o Palestino, do Chile, o garoto entrou na partida e, no primeiro toque na bola, marcou seu primeiro gol como profissional. O camisa 20 recebeu na frente, cruzou para Orlando Berrío e aproveitou a sobra na grande área para bater de direita e balançar a rede do goleiro.
No dia 19 de agosto, na vitória do Flamengo por 2–0 sobre o Atlético Goianiense, Vinícius Júnior atuou pela primeira vez os 90 minutos e decidiu o jogo, marcando os dois gols.
No dia 1 de novembro, na partida contra o Fluminense, válida como a partida de volta das quartas de final da Copa Sul-Americana daquele ano, Vinícius brilhou no clássico. Ele entrou na partida quando a equipe estava perdendo por 3–1 e foi fundamental para o empate, que garantiu a classificação ao time. Com três minutos em campo (entrou aos 19), ele enfiou uma bola de três dedos no meio de Lucas e Romarinho para Éverton Ribeiro, dar um toque genial e deixar Felipe Vizeu livre para marcar o segundo gol. Depois Vini sofreu a falta que originou o terceiro gol, marcado por Willian Arão, de cabeça. Para o jornalista André Rizek, este foi o batismo de fogo de Vinícius entre os profissionais.
 Vinícius terminou a temporada com quatro gols em 37 partidas. Além disso, contribuiu com uma assistência.

##### 2018
Em 2018, Vinícius passou a ter mais oportunidades na equipe, e a ser mais decisivo. Para se ter uma ideia, em março, ele fez os dois gols da vitória do Flamengo sobre o Emelec, fora de casa, em partida válida pela fase de grupos da Copa Libertadores. Com isso, ele se tornou o jogador mais jovem a marcar pelo Rubro-Negro carioca na Libertadores. Além disso, por ter marcado duas vezes numa mesma partida de Libertadores no ano da sua estreia nessa competição, ele conseguiu algo que nem Neymar havia conseguido: em 2011, quando Neymar tinha 19 anos (dois anos a mais do que Vinícius), o menino da vila marcou seis gols na campanha que culminou no terceiro título do Santos, mas nenhum por duas vezes na mesma partida. Outra façanha é que um dos tentos marcados por Vini neste jogo concorreu ao gol mais bonito da Libertadores de 2018.

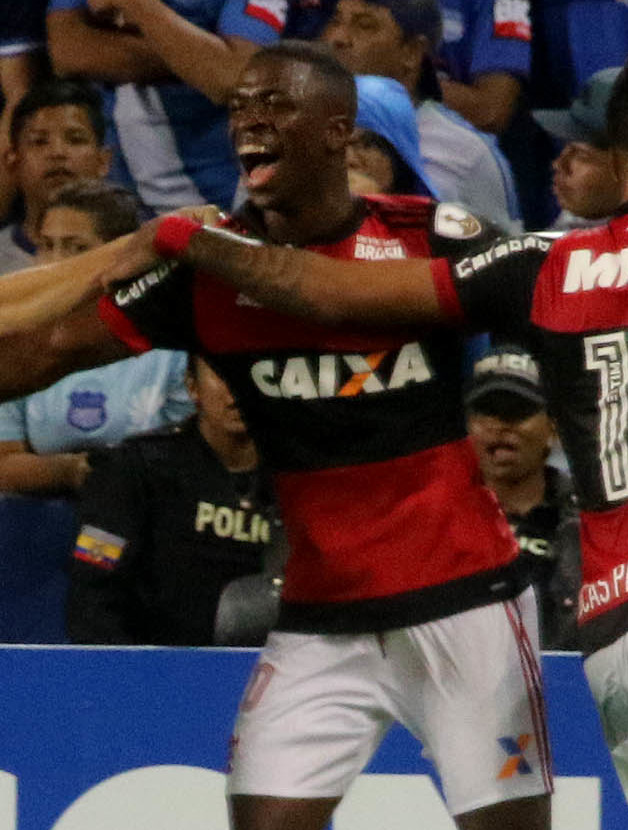
Vinicius comemorando seus primeiros gols na Libertadores em 2018, contra o Emelec

Mais maduro, o jogador precisou de apenas sete jogos para igualar a quantidade de gols marcados no ano anterior.
Em maio, com o Campeonato Brasileiro já rolando, Vinícius era, em números, o melhor Sub-20 do torneio e um dos melhores jogadores no geral.
No dia 10 de junho, um pouco mais de um ano após sua estreia, Vinícius Jr. despediu do Flamengo, na partida contra o Paraná, válida pela 11° rodada do Campeonato Brasileiro, na qual terminou 2–0 para o Flamengo.
No dia 20 de maio de 2017, logo após a segunda partida de Vinícius como profissional do Fla, o clube carioca anunciou sua venda para o Real Madrid por 45 milhões de euros. Nesta data, Real Madrid e Flamengo assinaram uma obrigação de venda do atleta para julho de 2018 (que é quando Vinícius Júnior se tornou maior de idade), já que não é permitido na Espanha o registro de estrangeiros menores de 18 anos. Dos 45 milhões, o rubro-negro recebeu dois terços na data do acordo. O restante foi parcelado até o atacante se apresentar na Espanha.
Segundo Mauro Cezar Pereira, da ESPN, Vinícius Júnior ficaria no Rio, a priori, até janeiro de 2019, mas havia uma série de cláusulas para os dois lados. Haviam três possibilidades: Vinícius Júnior embarcaria para Madri em julho de 2018, quando completaria 18 anos e poderia se transferir para o exterior; ou em janeiro ou julho de 2019. Uma série de variáveis iriam definir, apoiadas no amadurecimento do atleta e em seu desempenho. Dependeria se o jogador iria bem, muito bem, mal, fenomenalmente bem, etc.
No dia 23 de maio de 2017, o Real Madrid fez a "apresentação" de Vinícius Júnior para seus torcedores, em uma nota no site oficial, onde o clube espanhol publicou um vídeo com lances do garoto. Além disso, a confirmação do acerto pelo clube repercutiu nos principais jornais da Europa, chamando-o de "promessa mais cara da história".
Vinícius, porém, só iria poder se apresentar ao clube em julho de 2018, quando completasse a maioridade. Neste período, portanto, o atacante continuou a atuar pelo Flamengo.
Em junho de 2018, Vinicius Jr. encerrou sua passagem pelo Mais Querido com 70 partidas, 14 gols marcados e cinco assistências.

### Real Madrid Castilla
Conforme estabelecido em contrato, em julho de 2018 Vinícius Júnior finalmente ficou à disposição da equipe. Por ter 18 anos, o Real Madrid decidiu inscrevê-lo como atleta do Real Madrid Castilla - que é uma espécie de filial do Real Madrid — para que ele pudesse já ir se adaptando ao futebol espanhol. Os planos do Real eram: treino com o time de cima e jogos pelo Castilla. Além disso, o Real Madrid também o inscreveu como jogador das suas categorias de base para que ele possa atuar na Liga Jovem da UEFA, que é a Liga dos Campeões Sub–19.

### Real Madrid

#### 2018–19
No dia 29 setembro de 2018, Vinícius Júnior fez sua estreia pela equipe principal Real Madrid em um jogo oficial, ao entrar no jogo no minuto 87 da partida em que o Real Madrid empatou por 0–0 com o Atlético de Madrid, no Santiago Bernabéu, pela La Liga. Com isso, Vinícius tornou-se o primeiro futebolista a nascer após a virada do milênio a atuar na equipe principal do Real Madrid.

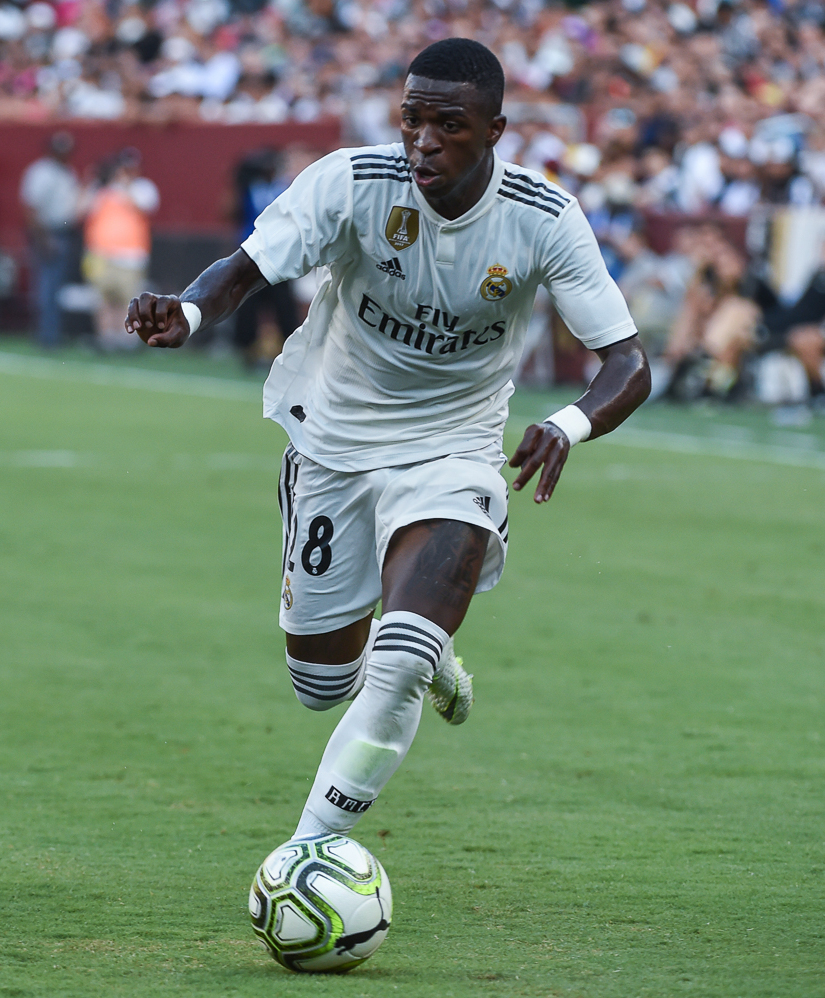
Vinicius atuando pelo Real Madrid em 2018

No dia 31 de outubro, Vinícius fez sua primeira partida como titular, na vitória do Real Madrid fora de casa por 4–0 contra o Melilla, pela Copa do Rei. Apesar de não ter marcado gol, ele contribuiu efetivamente, com uma assistência para Marco Asensio, e sendo reconhecido pelo jornal Marca como o melhor jogador da partida.
No dia 3 de novembro, Vinícius marcou seu primeiro gol oficial com a camisa do Real Madrid em partida válida pela 11º rodada da La Liga, contra o Real Valladolid. Ele saiu do banco para substituir Asensio aos 25 minutos do segundo tempo, e apenas dez minutos depois marcou o primeiro gol da vitória por 2–0, também tendo participado do segundo gol ao dar o passe que resultaria no pênalti sofrido por Karim Benzema, Vinícius tornou-se assim o jogador mais jovem a marcar um gol pelo Real Madrid nos últimos 24 anos no Campeonato Espanhol desde Raúl González.
No dia 7 de novembro, Vinícius tornou-se o terceiro jogador mais jovem da história do Real Madrid a jogar uma partida da Liga dos Campeões. O adversário em questão foi o Viktoria Plzeň, pela quarta rodada da fase de grupos; o brasileiro saiu do banco para substituir Karim Benzema, e apenas cinco minutos depois deu a assistência para Toni Kroos marcar o quinto gol do time merengue na goleada por 5–0.
Em 12 de dezembro, contra o CSKA Moscou, Vinícius tornou-se o terceiro jogador mais jovem da história do Real Madrid a iniciar como titular uma partida da Liga dos Campeões, apenas atrás de Iker Casillas e Raúl.
Na partida contra o Ajax, no dia 13 de fevereiro, Vinícius estabeleceu um recorde no clube ao se tornar o jogador mais jovem da história do Real Madrid a atuar como titular durante 12 partidas consecutivas. Na partida em questão contra o Ajax, Vinícius também tornou-se o jogador mais jovem do clube a atuar como titular em um mata-mata de Champions League. Neste jogo, Vinícius deu a assistência para Benzema abrir o placar na vitória por 2–1. Graças a essa assistência, ele tornou-se o jogador mais novo da Liga dos Campeões a criar uma jogada de gol desde Raphaël Varane.
O bom desempenho em fevereiro o fez ser eleito o melhor jogador do Real Madrid neste mês.
Sua rápida ascensão no Real Madrid o rendeu a primeira convocação para a Seleção Brasileira principal, para os amistosos contra o Panamá e a República Tcheca. Porém, na partida de volta das oitavas de final contra o Ajax, Vinícius viria a se machucar ainda no primeiro tempo e teve que ser cortado dos dois amistosos.

#### 2019–20
Logo após a pré-temporada, Vinícius voltou a ser convocado por Tite para os amistosos contra Peru e Colômbia. Marcou seu primeiro gol pelo Real Madrid na temporada 2019–20 em um jogo contra o Osasuna, pela 6ª rodada do Campeonato Espanhol. Aos 35 do primeiro tempo, ele recebeu de Toni Kroos e mandou no ângulo para abrir o placar. O Real venceu por 2–0, com o também brasileiro Rodrygo marcando o segundo.
Ao balançar as redes contra o Barcelona pelo El Clásico na 26ª rodada do Campeonato Espanhol, Vinícius fez história e tornou-se assim o jogador mais jovem do século XXI a marcar no El Clássico pela La Liga, superando a marca de Lionel Messi e tornando-se o mais jovem no geral desde Raúl em 1995.
A subida de produção o fez, exatamente um ano depois, novamente ser eleito o melhor jogador do Real Madrid, em fevereiro.
Ao lado do compatriota Rodrygo, Vinícius foi eleito pela Cies Football Observatory como um dos cinco jogadores jovens mais valiosos do mundo.

#### 2020–21
No intervalo do empate entre Real e Borussia pela Liga dos Campeões, em outubro de 2020, a emissora francesa "Telefoot" flagrou o atacante francês Karim Benzema pedindo ao também Ferland Mendy, lateral-esquerdo, que não tocasse a bola para Vinícius Jr: "Ele faz o que quer. Irmão, não toque para ele. Ele joga contra nós”, teria dito Benzema ao compatriota, em francês. O brasileiro minimizou e chamou a confusão de "ruído": "Aquilo foi um ruído, e ruído não é para mim. Entre os profissionais do futebol sabemos muito bem o que existe. Há códigos que vocês [da imprensa] não conhecem. Benzema e eu não somos apenas companheiros do mesmo time, que já é muito. Somos profissionais e conhecemos o terreno em que atuamos".
Em fevereiro de 2021, o jornal espanhol Marca fez um levantamento que concluiu que o Real Madrid, em comparação aos outros pontas do elenco, tinha um aproveitamento maior quando Vinícius Júnior estava em campo. Segundo o jornal, "Vinícius é possivelmente o jogador mais criticado do Real Madrid, entretanto a realidade é que a equipe vai melhor quando joga com o brasileiro". No dia 1 de março, Vini tornou-se o 4.º jogador mais jovem a chegar aos 100 jogos pelo Real Madrid, atingindo essa marca no empate por 1–1 com Real Sociedad. Na partida, que foi válida pela 25ª rodada da La Liga, o atacante entrou aos 15 minutos do segundo tempo e marcou o gol que salvou o Real da derrota, aos 43 minutos.
Em 3 de abril, fez uma boa partida na vitória do Real por 2–0 sobre o Eibar, válido pela 29ª rodada da La Liga, dando uma assistência para Karim Benzema fazer o segundo gol da partida.
Na partida de ida das quartas de final da Liga dos Campeões contra o Liverpool, Vinícius teve mais uma excelente atuação, fazendo dois gols na vitória por 3–1. Esses gols renderam a Vini vários recordes: tornou-se o segundo jogador brasileiro a fazer pelo menos dois gols em uma partida de mata-mata da Champions vestindo a camisa do Real Madrid, apenas atrás de Ronaldo. Também tornou-se o segundo jogador mais jovem do Real Madrid a fazer um gol em mata a mata da Liga dos Campeões, apenas atrás de Raúl, como também tornou-se o jogador mais jovem da história do Real Madrid a fazer um doblete em um mata a mata de Liga dos Campeões. Ao final da histórica partida para o brasileiro, ele foi coroado como o melhor em campo e recebeu elogios do treinador Zinédine Zidane. Alguns dias depois, essa atuação o faria ser eleito pela primeira vez na carreira o jogador da semana da Liga dos Campeões.

#### 2021–22
Vinícius teve o melhor inicio dele pelo Real Madrid em 2021–22, marcando cinco gols nas cinco primeiras partidas de La Liga, sendo assim eleito o melhor jogador do Real Madrid em agosto.
Vinícius continuaria seu bom momento ao novamente marcar e ser decisivo para a vitória contra o Celta de Vigo na rodada seguinte, além do gol, ele sofreria o pênalti que originária o quinto gol da partida, convertido por Benzema, que ao final do jogo chamou o Brasileiro de "Fenômeno" e que é sempre um prazer jogar ao lado dele.
Contra o Shakhtar Donetsk, pela terceira rodada da fase de grupos da Liga dos Campeões, o brasileiro teve outra atuação de gala, fazendo dois gols e dando uma assistência (para o compatriota Rodrygo) na vitória fora de casa por 5–0. Chegou assim a sete gols em 11 partidas nessa temporada, superando seu recorde pessoal de seis gols em 49 jogos na temporada passada. O segundo gol foi uma pintura, onde Vinícius passou por quatro jogadores antes de concluir. Além do gol ter sido eleito o mais bonito da semana da Liga dos Campeões da UEFA, ele também entrou na seleção da semana.
Após não ter sido convocado por Tite no dia 29 de outubro, Vinícius brilhou no dia seguinte em jogo válido pela La Liga. Jogando fora de casa contra o Elche, o brasileiro marcou dois gols e garantiu a vitória do Real por 2–1.
Vinícius voltou a se destacar logo na partida seguinte contra o Shakhtar Donetsk pela quarta rodada da fase de grupos da Liga dos Campeões, ele deu as duas assistências para os dois gols de Karim Benzema na vitória por 2–1, a primeira assistência entra para a história pois foi a assistência para o gol de número 1.000 do Real Madrid na Liga dos Campeões.
O grande desempenho o fez ser eleito o melhor jogador do Real Madrid no mês de outubro, sendo esta a primeira vez que ele vence o prêmio de jogador do mês duas vezes em uma mesma temporada. Ele novamente ganharia o prêmio em novembro.
Ao novamente marcar contra o Granada pela rodada 14 de La Liga, Vinícius tornou-se o primeiro jogador nascido nos anos 2000 a chegar a 10 gols em uma temporada na Espanha contando todas as competições disputadas.
Ao marcar na vitória contra a Real Sociedad pela rodada 16 de La Liga, Vinícius tornou-se o primeiro jogador nascido nos anos 2000 a chegar a 10 gols em La Liga.
Seu ótimo desempenho o faria ser eleito o jogador do mês de novembro de La Liga. Na partida em que recebeu o prêmio, contra o Atlético de Madrid, Vinícius se destacou dando as duas assistências para os dois gols da partida, marcados por Benzema e Asensio.
Vinícius voltou a se destacar contra o Valencia, pela rodada 20 de La Liga, marcando dois gols na vitória por 4–1 e sendo eleito o melhor em campo, chegando assim a 12 gols na competição nacional tornando-se o brasileiro que mais marcou gols em uma temporada de La Liga vestindo a camisa do Real Madrid desde Ronaldo na temporada 2005–06.
Contra o Paris Saint Germain, pela partida de volta das oitavas de final da Liga dos Campeões da UEFA, Vinícius teve uma ótima partida, participando diretamente dos três gols da histórica virada e classificação por 3–1 (o Real Madrid havia perdido o jogo da ida por 1–0 e perdia o jogo da volta pelo mesmo placar até os 15 minutos do 2° tempo).
Nas quartas de finais da Champions, frente ao Chelsea, Vinícius foi muito importante nos dois jogos (o Real ganhou o primeiro por 3–1 e perdeu o segundo por 3–2, mas se classificou pelo saldo de gols) com duas assistências, ambas para Karim Benzema, tornando-se assim o líder de assistências da competição com seis passes para gol.
Contra o Levante, pela rodada de número 36 da La Liga, Vinícius marcou seu primeiro hat-trick na carreira, além de ter dado uma assistência para Benzema marcar na goleada por 6–0.
No dia 28 de maio de 2022, na grande final da Champions contra o Liverpool, Vinícius marcou o gol que deu o 14º titulo ao clube espanhol, tornando-se o 11° brasileiro a marcar em finais da Liga dos Campeões; também se tornou o primeiro sul-americano com 21 anos ou menos a ter 10 participações em gols em uma edição da Liga dos Campeões desde Lionel Messi, na edição 2008–09. Ao final da histórica temporada para o brasileiro, ele foi escolhido como o melhor jogador jovem e entrou para o time ideal da Liga dos Campeões.
Posteriormente, o gol que marcou frente ao Sevilla pela 15° rodada de La Liga (na vitória merengue por 2–1), viria a ser eleito o mais bonito da competição.
Essa época foi o símbolo de uma temporada de ascensão de Vinicius. Em 52 jogos, foram 22 gols e 16 assistências. Na Liga dos Campeões, Vini marcou quatro gol e seguramente o gol na final foi o mais importante de sua carreira até aqui.

#### 2022–23
O inicio da pré-temporada de Vinícius junto com o Real Madrid foi quente, visto que começou com um El Clásico onde perderam por 1–0 para o Barcelona, em amistoso realizado no Allegiant Stadium, em Paradise, região de Las Vegas. O gol da partida foi marcado pelo brasileiro Raphinha, aos 27 minutos do primeiro tempo.
No dia 12 de agosto, Vinicius foi premiado com a indicação à Bola de Ouro masculina por sua ótima temporada 2021–22, pela revista France Football.
No primeiro jogo oficial da temporada, Vinícius deu a assistência para o gol de Karim Benzema na vitória de 2–0 sobre o Eintracht Frankfurt na Supercopa da UEFA, que colocava frente a frente o atual campeão da Liga dos Campeões e da Liga Europa da UEFA.
Vinícius fez seu primeiro gol oficial na temporada na segunda rodada de La Liga contra o Celta de Vigo, ele também daria uma assistência para Federico Valverde marcar o ultimo gol da partida na vitória por 4–1.
Ao abrir o placar contra o Celtic, na vitoriosa estreia por 3–0 na fase de grupos da Liga dos Campeões da UEFA, Vinícius atingiu um recorde pessoal na carreira onde marcou em quatro jogos consecutivos.
Ao novamente marcar contra o Mallorca e chegar a cinco gols em cinco jogos consecutivos, Vinícius se tornou o jogador mais jovem do Real Madrid a marcar em 4 jogos consecutivos de La Liga desde Gonzalo Higuaín em 2009.
Em 17 de outubro de 2022, Vinicius foi classificado como o oitavo melhor jogador do prêmio Bola de Ouro da revista France Football.
Em 14 de janeiro de 2023, Vini foi um dos anunciados pela A Fifa como concorrente ao prêmio de melhor jogador do mundo, o The Best 2022.
Contra o Valencia, pela 17ª rodada de La Liga, Vinícius alcançou a marca de 200 jogos com a camisa do clube, tornando-se o quarto jogador mais jovem da história do Real Madrid a atingir esta marca, apenas atrás de Raúl, Iker Casillas e Manolo Sanchís. Neste jogo, Vinícius marcou o segundo gol da partida alcançando a marca de 50 gols com a camisa do clube. O jogo também ficou marcado por uma entrada muito dura e desleal do compatriota Gabriel Paulista no atacante.
O jogo entre Mallorca e Real Madrid, pela 20ª rodada do Campeonato Espanhol bateu o recorde de faltas cometidas por um time em um jogo do Campeonato Espanhol na temporada 2022/23. Ao todo, foram 29 faltas cometidas, sendo que dez somente em Vinícius Júnior. Assim Vinicius se tornou o jogador do Real Madri que mais faltas sofreu em uma partida do Campeonato Espanhol desde 2013.
O Real Madrid derrotou o Al Ahly, do Egito, por 4–1, em 8 de fevereiro de 2023, pela semifinal do Mundial de Clubes no Estádio Príncipe Moulay Abdellah, Rabat a segunda maior cidade de Marrocos. Vinicius teve uma recepção calorosa e correspondeu em campo. Ele fez o primeiro golo e também sofreu um pênalti, fez 13 tentativas de drible, foi eleito o melhor em campo e sofreu apenas duas faltas.
Vinicius fez dois gols e deu uma assistência para Karim Benzema na final do Mundial em que o Real Madrid venceu o Al-Hilal no	Estádio Príncipe Moulay Abdellah, Rabat. Ao fim do torneio Vini Jr foi eleito o melhor jogador do torneio e assim recebeu a Bola de Ouro. Ainda no torneio terminou como vice-artilheiro. Vinícius tornou-se o primeiro brasileiro na história a marcar gols na final da Liga dos Campeões da UEFA e da final do Mundial de Clubes da FIFA.
Contra o Liverpool, pelo jogo de ida das oitavas de final da Liga dos Campeões, Vinícius teve uma atuação fantástica, o time inglês rapidamente abriu 2–0 com apenas 15 minutos de jogo, porém, Vinícius deixaria tudo igual ainda no primeiro tempo com dois gols, no segundo tempo ele sofreria a falta que originaria o terceiro gol e também daria a assistência para o quinto e ultimo gol do jogo marcado por Benzema. Ao final do jogo, o brasileiro seria eleito o melhor em campo.
Contra o Barcelona, pelo jogo de volta da Copa do Rei, Vinícius teve outra atuação espetacular, ele marcou um gol, deu uma assistência (para Benzema) e sofreu um pênalti na vitória por 4–0 em pleno Camp Nou, ajudando assim o Real Madrid a virar o placar (havia perdido o jogo de ida por 1–0) e chegar a final da competição.
Novamente contra o Chelsea, e novamente pelas quartas de final da UEFA Champions League, Vinícius voltou a se destacar, ele foi eleito o melhor em campo no jogo de ida (vencido pelo Real Madrid por 2–0), onde deu uma assistência para Marco Asensio e também teve participação direta no gol marcado por Benzema. No jogo de volta, novamente vencido pelo Real Madrid, também por 2–0 (dessa vez em Londres), Vinícius mais uma vez esteve envolvido nos dois gols, tendo dado uma assistência, dessa vez para o compatriota Rodrygo, tornando-se assim o líder de assistências da competição e entrando para seleção das quartas de final.
Nas semifinais da Liga dos Campeões, novamente contra o Manchester City, Vinícius fez um golaço de fora da área no empate de 1–1 pelo jogo de ida. Com esse gol, Vinícius ultrapassou Ronaldo "Fenômeno" e Adriano "Imperador", tornando-se assim o 12° brasileiro com mais gols na história da Champions League, empatado com Rodrygo.
Em 21 de maio, Vinícius Jr. voltou a ser alvo de ataques racistas durante um jogo doReal contra o Valencia, no estádio Mestalla, em Valência. O jogo foi paralisado cerca de dez minutos depois com a reincidência da ofensa racista. O locutor do estádio pediu para que os gritos fossem encerrados sob ameaça de o jogo ser suspenso.
Os insultos racistas da torcida do Valencia contra Vini Jr começaram bem antes da partida contra o Real Madrid. Já na chegada do ônibus ao estádio Mestalla, torcedores chamaram o craque brasileiro de "macaco". “É um macaco, Vinicius é um macaco”, “Puto negro”, “filho da puta”, “cachorro”, “puto macaco”, “macaco” e “burro” foram outros xingamentos contra o atacante. Cantavam um grupo de torcedores do Valencia, flagrados pela emissora DAZN, da Espanha.
Após a partida, Vini Jr. foi para o vestiário e não atendeu aos periodistas. Nas redes sociais, Vinícius desabafou sobre o episódio deixando um recado aos espanhóis, afirmando como a Espanha é vista no Brasil e o que se tornou o Campeonato Espanhol.
| “                                    | Não foi a primeira vez, nem a segunda e nem a terceira. O racismo é o normal na La Liga. A competição acha normal, a Federação também e os adversários incentivam. Lamento muito. O campeonato que já foi de Ronaldinho, Ronaldo, Cristiano e Messi hoje é dos racistas. Uma nação linda, que me acolheu e que amo, mas que aceitou exportar a imagem para o mundo de um país racista. Lamento pelos espanhóis que não concordam, mas hoje, no Brasil, a Espanha é conhecida como um país de racistas. E, infelizmente, por tudo o que acontece a cada semana, não tenho como defender. Eu concordo. Mas eu sou forte e vou até o fim contra os racistas. Mesmo que longe daqui.. | ” |
| — Vini Jr, em post nas redes sociais | |   |

O Cristo Redentor no Rio de Janeiro apagou as luzes em 23 de maio de 2023 em solidariedade com Vinícius Júnior, como símbolo da luta coletiva contra o racismo e em solidariedade ao jogador e a todos os que sofrem preconceito no mundo inteiro.
Posteriormente, Vinícius foi escolhido o melhor jogador da temporada do Real Madrid 
A 2022–23, Consolidou Vini Jr como estrela do futebol mundial, ele participou diretamente de 42 gols, marcando marcou 23 vezes e dando 19 passes decisivos nos 55 jogos que disputou pelo Real Madrid. Vini foi titular em 53 dessas partidas e acabou eleito o melhor jogador dos Merengues na temporada.

#### 2023–24
Após se consagrar pelo Real Madrid utilizando a camisa 20, número no qual também usou pelo Flamengo e pela Seleção Brasileira na Copa do Mundo FIFA de 2022, Vinícius foi escolhido para usar a histórica camisa 7 a partir da temporada 2023–24.
No dia 31 de outubro de 2023, foi anunciada a renovação de contrato de Vinícius Júnior até 2027, com direito a uma multa rescisória de 1 bilhão de euros (R$ 5,4 bilhões). As partes já haviam entrado em acordo no início da temporada, fazendo Vini Jr. triplicar seu salário anual, atualmente de 10,5 milhões de euros (R$ 56,3 milhões).
Em 14 de janeiro de 2024, Vini Jr. tornou-se o primeiro brasileiro a marcar três gols na história do El Clásico vestindo a camisa o do Real Madrid. O jogador teve grande atuação na goleada por 4–1 contra o grande rival, em jogo válido pela final da Supercopa da Espanha. Outros brasileiros que já anotaram hat-tricks no “El Clásico” são Evaristo de Macedo, em 1958, e Romário, em 1994, mas ambos jogando pelo Barcelona. Já no dia seguinte, a FIFA anunciou a seleção do ano de 2023 no prêmio The Best e Vini Jr. foi escolhido um dos atacantes.
No dia 21 de janeiro, Vinícius marcou um gol polêmico, mas que o fez chegar a 70 gols pelo clube espanhol e tornar-se o segundo brasileiro com mais gols na história do Real Madrid, ultrapassando Roberto Carlos e ficando atrás somente de Ronaldo, que possui 104 gols.
O jogo contra o Girona, pela 24ª rodada da La Liga, era bastante aguardado pois colocava frente a frente líder e vice-líder da competição; caso o Real perdesse, os Brancos e Vermelhos assumiriam a liderança. Mesmo voltando de lesão, Vinícius teve uma atuação espetacular, anotando um incrível gol de fora da área, dando uma assistência de trivela para Jude Bellingham e participando diretamente dos outros dois gols da partida na goleada por 4–0, sendo eleito o melhor em campo e ajudando o Real a abrir cinco pontos de vantagem para o Girona.
Contra o Valencia, pela 27ª rodada La Liga, Vinícius Júnior atingiu a marca de 250 jogos pelo Real Madrid. A partida foi simbólica, pois simbolizava o retorno do atacante ao estádio Mestalla após ser vítima de insultos racistas na última temporada. No jogo, apesar de ser hostilizado o tempo inteiro, Vinícius marcou os dois gols do Real Madrid no empate por 2–2. A partida também ficaria marcada por uma decisão controversa do arbitro Jesús Gil Manzano, que apitou o final da partida segundos antes do que seria o gol da vitória merengue.
No jogo de volta das oitavas de final da Liga dos Campeões, realizado no dia 6 de março, o atacante marcou o gol do empate em 1–1 contra o RB Leipzig. Este foi um gol importante, pois o Real havia vencido o jogo de ida por apenas 1–0, e assim o gol de Vinícius serviu para classificar o time merengue às semifinais. Além disso, o brasileiro tornou-se o jogador com mais participações em gols na Champions League nas últimas três temporadas. Vinícius continuaria seu ótimo momento na temporada ao marcar duas vezes na vitória por 4–2 contra o Osasuna, fora de casa, no dia 16 de março, em jogo válido pela 29ª rodada da La Liga. Além de chegar a seis gols nas últimas quatro partidas pelo Real Madrid, o jogador alcançou sua melhor média de gols na carreira.
Novamente contra o Manchester City, agora pelas quartas de finais da Champions League, Vinícius se destacou no jogo de ida, distribuindo duas assistências (Para Rodrygo e Valverde), no empate em 3–3 . No jogo de volta, Vinícius novamente teria brilho ao uma vez mais passar para Rodrygo marcar no empate em 1–1, posteriormente, o Real Madrid venceria o confronto nos penaltys e avançaria para enfrentar o Bayern de Munique nas semifinais. 
Contra o Barcelona, pela rodada de número 32 de La Liga, Vinícius continuou seu grande momento ao dar uma assistência para Lucas Vázquez e ainda marcar na vitória por 3–2. Com esse gol, Vini Jr. tornou-se o maior artilheiro brasileiro do El Clásico.
No jogo de ida da semifinal da Champions League, no dia 30 de abril, Vinícius Júnior voltou a ser grande destaque. Apesar de não ter conseguido levar o Real Madrid à vitória contra o Bayern de Munique, o jogador marcou os dois gols do time merengue na partida, garantindo o empate em 2–2 e mantendo boas chances de classificação para o jogo de volta. Com o bis anotado, Vinícius passou a ser o terceiro jogador a fazer gols em três temporadas consecutivas na semifinal. Antes dele, apenas Cristiano Ronaldo, entre 2012 e 2014, pelo próprio Real Madrid, e o finlandês Jari Litmanen, pelo Ajax, entre 1995 e 1997. Vini também se tornou o brasileiro com mais gols em semifinais na história da Champions League, com quatro gols, superando nomes como Élber, Kaká, Neymar e Lucas Moura, todos com três gols.
No jogo de volta contra o Bayern, apesar de não ter marcado ou dado uma assistência, Vinícius teve uma das, se não a melhor atuação individual de sua carreira, sendo um verdadeiro tormento para os defensores alemães. Ao final da histórica vitória e classificação merengue para a final, o brasileiro foi eleito o melhor jogador em campo.
O jogo contra o Alavés, realizado no dia 14 de maio, válido pela 36ª rodada da La Liga, foi marcante para Vinícius. Além de ter marcado dois gols na goleada por 5–0, o brasileiro foi eleito o melhor em campo ao final da partida, e escutou gritos de "Vini, Bola de Ouro" da arquibancada pela grande temporada.
Na final da Liga dos Campeões realizada no dia 1 de junho, no Estádio de Wembley, Vinícius fez o segundo gol do triunfo por 2–0 contra o Borussia Dortmund, após interceptação e passe de Jude Bellingham, ajudando assim o Real Madrid a conquistar seu 15ª título de Champions League. Com esse gol, Vinícius se tornou o primeiro brasileiro da história a marcar em duas finais diferentes, também se tornando o jogador mais novo da história da competição a atingir o feito, superando Lionel Messi.
Ao final da competição, Vinícius foi escolhido como o melhor jogador da Champions, entrando também na seleção do torneio.
Ao terminar a temporada como artilheiro do Real Madrid, Vinícius repetiu o feito de Ronaldo 18 anos atrás, que tinha sido o ultimo brasileiro a conseguir terminar o ano como maior artilheiro do time. 

#### 2024–25
Na primeira partida oficial da temporada, realizada no dia 14 de agosto, pela Supercopa da UEFA, Vinícius teve boa atuação e deu a assistência para Federico Valverde marcar o primeiro da vitória merengue por 2–0 contra a Atalanta, chegando a marca de 12 participações em gols em 11 finais pelo Real. Com esse troféu, Vinícius chegou a 10 títulos conquistados com a camisa do clube espanhol.
Já no dia 22 de outubro, pela terceira rodada da primeira fase da Liga dos Campeões, Vinícius teve mais uma atuação histórica contra o Borussia Dortmund. O atacante brasileiro marcou um hat-trick no segundo tempo, ajudando assim o Real a virar a partida para 5–2, sendo que o time havia perdido o primeiro tempo por 2–0. Com os três gols, Vini Jr. chegou a 24 gols em 59 partidas de Champions, se tornando o sétimo maior goleador da história do Real Madrid na competição.
Atuando pela La Liga, Vinícius anotou mais um hat-trick no dia 9 de novembro, na goleada merengue por 4–0 contra o Osasuna. A partida que foi realizada no Santiago Bernabéu, válida pela 13ª rodada, marcou a primeira vez na carreira que o brasileiro conseguiu realizar dois hat-tricks em uma mesma temporada.
No dia 17 de dezembro, Vini Jr. foi eleito pela FIFA como o Melhor Jogador do Mundo (The Best), se juntando assim, ao seleto grupo de brasileiros (composto por Ronaldo, Ronaldinho, Rivaldo, Romário e Kaká), que haviam vencido o prêmio antes dele. Vinícius também se tornou o segundo brasileiro mais jovem da história a receber o prêmio de melhor jogador do mundo.
Em 18 de dezembro, Vini ganhou o prêmio de melhor jogador da Copa Intercontinental de 2024, com uma assistência e um gol na final contra o Pachuca. A partida, que foi realizada no Estádio Nacional de Lusail, terminou com o placar de 3–0 para o Real Madrid.
Numa partida contra o Valencia no dia 3 de janeiro de 2025, Vini foi expulso após agredir o goleiro Stole Dimitrievski e punido com dois jogos de suspensão pela federação espanhola. O jornalista Elías Israel, do jornal Marca, criticou: "É uma pena que o enorme crescimento de Vinícius como jogador de futebol desde sua chegada à Espanha não tenha sido acompanhado por um crescimento em seu comportamento dentro de campo.".
Vini chegou ao seu centésimo gol pelo Real Madrid, no dia 22 de janeiro de 2025. Em partida contra o RB Salzburg, pela Champions League. Vini marcou dois gols, assim, chegando à 101 gols pelo time merengue. Com o feito, se tornou o segundo maior artilheiro Brasileiro da história do Real Madrid, apenas atrás de Ronaldo "Fenômeno".

## Seleção Nacional

### Sub-15
No dia 30 de outubro de 2015, foi convocado pelo técnico Guilherme Dalla Déa para a disputa do Campeonato Sul-Americano Sub-15. Fez um gol na goleada por 6–1 sobre o Peru, válida pela segunda rodada.
Marcou dois gols na vitória por 3–0 sobre a Bolívia e garantiu a classificação para as semifinais da competição. Na última rodada, marcou um gol na goleada por 6–0 sobre o Uruguai, o Brasil garantiu o primeiro lugar do Grupo B da competição e encerrou a primeira etapa com cem por cento de aproveitamento.
Marcou um gol na vitória por 3–1 sobre o Equador, pela semifinal. O Brasil conquistou o título ao derrotar o Uruguai nos pênaltis por 5–4; apesar disso, Vinícius Júnior não converteu sua cobrança. Campeão do Sul-Americano Sub-15, o jogador terminou a competição como vice artilheiro, com seis gols.

### Sub-17
No dia 24 de junho de 2016, foi convocado pela Seleção Brasileira Sub-17 para os amistosos contra o Chile. Marcou dois gols na vitória por 4–2 sobre o Chile. Já no dia 26 de agosto, foi convocado para os amistosos contra o Uruguai. No dia 8 de setembro marcou um gol na vitória por 5–2 sobre o Uruguai.
No dia 26 de setembro de 2016, foi convocado para a BRICS Cup U-17. Foi campeão da BRICS Cup U-17, depois de vencer a África do Sul por 5–1. Foi artilheiro da competição com quatro gols.
Foi convocado para a disputa do Nike International Friendlies 2016, torneio realizado na Flórida. Na estreia da Seleção Brasileira Sub-17 no torneio, marcou dois gols e derrotaram a Turquia por 4–2. Na última partida, o Brasil perdeu para o Estados Unidos por 3–0 e ficou em segundo lugar no torneio.

#### Sul-Americano
Vinícius estreou no Campeonato Sul-Americano Sub-17 de 2017 com um gol, na vitória por 3–0 sobre o Peru. Marcou um gol no empate por 1–1 sobre o Paraguai e garantiu a classificação para o hexagonal final.
Na partida seguinte, no dia dia 7 de março, novamente contra o Paraguai, Vinícius protagonizou o lance mais bonito do torneio ao emendar três chapéus seguidos em três adversários distintos.
Já no dia 11 de março, o atacante marcou um gol na vitória por 4–0 sobre a Venezuela, e no dia 14 marcou dois na vitória por 3–0 sobre o Equador. Em seguida marcou dois gols na vitória por 3–0 sobre a Colômbia e garantiu a classificação para a Copa do Mundo da Índia.
Ao final do torneio, Vinícius levou o prêmio de Melhor Jogador e, com sete gols, foi artilheiro, na qual a Seleção Brasileira sagrou-se campeã.

### Sub-20

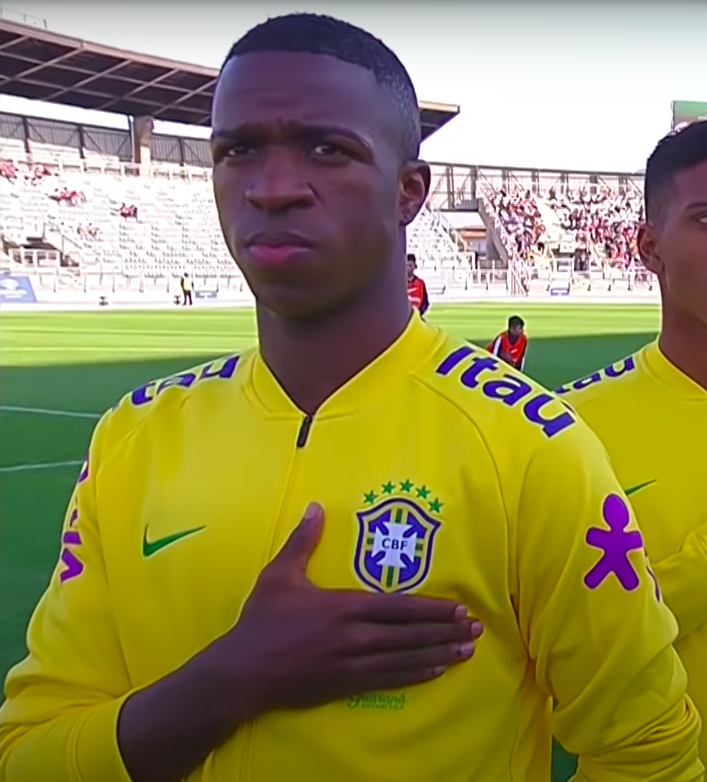
Vinicius em 2018, pela Seleção Brasileira Sub-20

Em junho de 2018, Vinícius Júnior foi convocado pelo técnico Carlos Amadeu para um período de treinamentos realizados durante a disputa da Copa do Mundo da Rússia, preparatório para a disputa do Campeonato Sul-Americano da categoria em 2019.

### Principal
Vinícius Júnior foi convocado pela primeira vez para a Seleção Brasileira principal no dia 28 de fevereiro de 2019, para defender a camisa verde e amarela em dois amistosos em março, contra Panamá e República Tcheca. O técnico Tite afirmou que incluiu Vinícius Júnior no elenco por merecimento, devido ao seu desempenho no time titular do Real Madrid. No entanto, após uma semana de ser convocado pela primeira vez, Vinícius rompeu os ligamentos do tornozelo.
Em 10 de setembro de 2019, Vinícius Júnior estreou no amistoso contra o Peru. O atacante entrou aos 27 do segundo tempo e participou de alguns lances nos 23 minutos em que esteve em campo. No principal deles, teve a chance do empate, aos 41, mas desperdiçou.
Marcaria seu primeiro gol pela Seleção na penúltima rodada das Eliminatórias da Copa do Mundo de 2022, no dia 24 de março, contra o Chile. Foi dele o segundo gol da vitória por 4–0, após receber assistência de Antony.

#### Copa América de 2021
No dia 9 de junho de 2021, Vinícius foi convocado para a disputa da Copa América.
Vinícius estreou com vitória na Copa América. Na noite de 13 de junho, o Brasil bateu a Venezuela por 3–0, no Estádio Mané Garrincha, com o jogador entrando aos 86 minutos, na vaga de Gabriel Jesus. Seu segundo jogo na competição ocorreu em 27 de junho no empate entre Brasil e Equador, por 1–1, no Estádio Olímpico de Goiânia. Ele entrou aos 17 minutos do segundo tempo, na vaga do atacante Roberto Firmino.
Vini fez seu terceiro jogo na semifinal na vitória suada sobre o Peru, por 1–0, no Estádio Nilton Santos, mais uma vez saindo do banco, ele entrou na vaga de Richarlison aos 38' do segundo tempo, contudo ainda deu tempo de receber cartão amarelo, por falta forte em Lora.
Na final, Vini entrou aos 17' do segundo tempo substituindo Everton Cebolinha, no jogo em que a Argentina saiu campeã da Copa América 2021, com um belo gol de Ángel Di María, ainda no primeiro tempo, a equipe venceu por 1–0 no Maracanã.
Terminou a Copa América com quatro jogos, nenhum gol e sem assistência, porém sempre como substituto jogou apenas 87 minutos contando os acréscimos. Vinicius acumulou 177 minutos em campo, considerando acréscimos, ao longo de sete partidas no ano 2021.

#### Copa do Mundo de 2022

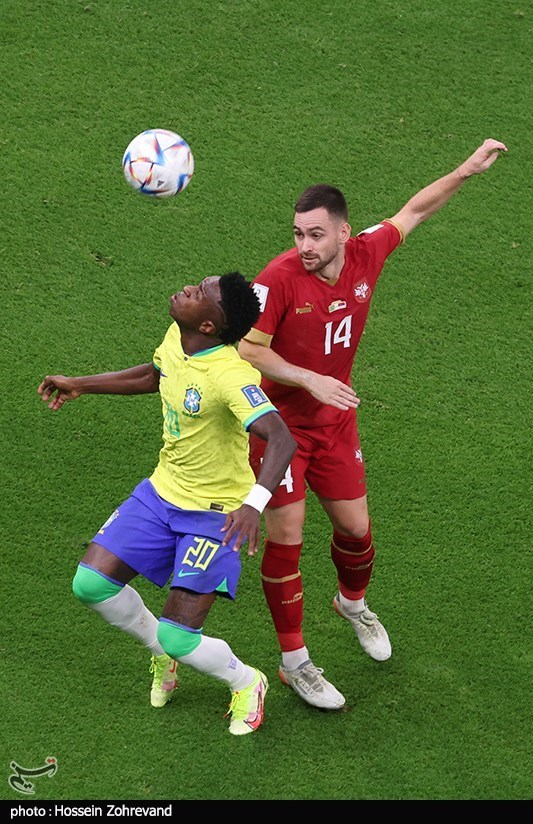
Vinicius contra a Sérvia, pela Copa do Mundo de 2022

Em 7 de novembro de 2022, Tite anunciou a convocação da Seleção para a Copa do Mundo. Entre muitos nomes certos no Catar, o de Vini Jr. foi chamado para disputar o torneio.
Vinícius Júnior estreou com o pé direito na Copa do Mundo. Titular no dia 24 de novembro, o atacante contribuiu para a vitória da Seleção Canarinho por 2–0 contra a Sérvia, no Estádio Nacional de Lusail, em duelo válido pela primeira rodada do grupo G. Os dois gols da partida, marcados por Richarlison, contaram com participação direta de Vini.
O Brasil venceu a Suíça por 1–0 na tarde de 28 de novembro, em partida válida pela segunda rodada do Grupo G. O único gol da partida foi marcado pelo volante Casemiro, com participação ativa de Vini. Principal jogador do ataque brasileiro, o jogador do Real Madrid ainda chegou a balançar as redes, mas como Richarlison participou do lance e estava impedido, a jogada inteira foi invalidada.
Vini fez seu primeiro gol na Copa do Mundo nas oitavas de final contra a Coreia do Sul, ele também daria uma assistência para o ex-companheiro de Flamengo, Lucas Paquetá marcar o quarto e ultimo gol na vitória por 4–1. Com este gol, Vinícius tornou-se o jogador brasileiro mais jovem a marcar em um mata-mata de Copa do Mundo, desde Ronaldinho Gaúcho em 2002.
No primeiro amistoso pós-Copa do Mundo FIFA de 2022, no dia 25 de março de 2023, na derrota por 2–1 frente a Seleção de Marrocos, Vinícius, agora o principal nome da Seleção com a ausência de Neymar, voltou a utilizar a camisa 11, que tanto fez sucesso pela Seleção Brasileira Sub-17.

#### Copa América 2024
No 27 de maio de 2024, Vinícius Júnior foi convocado pela Seleção Brasileira para disputa da Copa América de 2024, nos Estados Unidos.

## Estilo de jogo
Vinícius é alvo de consultas e observações de jogos feitas por alguns dos clubes mais ricos do planeta desde os 14 anos. A ousadia, o drible e a visão de jogo sempre chamaram atenção no estilo de Vinícius, um atacante capaz de jogar pelo lado do campo ou mais pelo centro. Porém, ele se sente mais à vontade atuando pelas pontas, preferencialmente no lado esquerdo do ataque, e não raro recorre à habilidade para superar seus marcadores, sendo quase imbatível no um contra um. No entanto, antes de subir ao profissional, Vinícius chegou a ser repreendido no Flamengo por abusar dos dribles em algumas partidas, por se atrapalhar todo e esquecer da bola. Durante boa parte de sua carreira, sua finalização e seus passes deixavam muito a desejar, porém, a partir da temporada 2021/22, Vinícius parece ter se tornado um bom finalizador e assistente, se tornando um jogador bastante completo e amplamente considerado um dos melhores jogadores do mundo.
O ex-jogador Tostão, em março de 2018, opinou sobre o futebol de Vinícius: "Ele tem uma incrível habilidade e velocidade nas arrancadas iniciais e nos médios e longos espaços, mas continua, como era no Brasil, com deficiências na finalização, no passe decisivo e nas escolhas."
Seu biotipo acima da média para garotos de sua idade e sua altura (1,76 m), chamaram a atenção do diário espanhol AS, que o classificou como "uma versão moderna e mais forte de Neymar".

## Racismo e xenofobia
Em um programa espanhol Chiringuito Show, Pedro Bravo, agente de jogadores de futebol, foi acusado de fazer comentários racistas e xenófobos sobre Vinícius Júnior.
| “                                                 | Tem que respeitar o adversário! E quando você fizer um gol no adversário, se quiser dançar samba, vá ao sambódromo no Brasil... Aqui, o que você tem que fazer é respeitar teu companheiro de profissão, e deixar de se fazer de macaco. | ” |
| — Pedro Bravo, em entrevista ao Chiringuito Show. | |   |

De imediato vários clubes, jogadores e ex-jogadores prestaram apoio a Vinícius Júnior.
Em 16 de setembro de 2022, Vinícius publicou um vídeo se pronunciando a respeito do fato em suas redes sociais.
Já em 19 de setembro de 2022, novamente foi atacado, porém dessa vez pela torcida do Atlético de Madri, antes do Clássico de Madri, que aconteceu no Estádio Cívitas Metropolitano, pelo Campeonato Espanhol, um grupo de torcedores do time foi filmado entoando cânticos racistas direcionados a Vinícius Júnior.
Em 26 de setembro de 2022, Raíllo, capitão do Mallorca, acusou Vinícius Júnior de usar racismo como coringa para se defender quando é ofendido.
No dia 26 de janeiro de 2023, foi atacado novamente por torcedores do Atlético de Madrid, em uma demonstração em Madrid, antes do Dérbi na Copa do Rei. Os torcedores penduraram em uma ponte a frase "Madrid odeia o Real", e um boneco, representando o jogador, sendo enforcado.
Vini Jr voltou a sofrer ataques racistas em 5 de fevereiro de 2023, na derrota do Real Madrid para o Mallorca, por 1–0. Câmeras da DAZN flagraram um homem chamando-o de "macaco".
No dia 21 de maio pela La Liga, voltou a ser hostilizado por insultos racistas, dessa vez pela torcida do Valência no Estádio de Mestalla, a partida chegou a ser paralisada pelo árbitro e, posteriormente, foi retomada. Houve confusão entre os jogadores e Vinícius acabou sendo expulso. Vinicius Jr. se manifestou em relação ao episódio nas redes sociais: 
| “ | Não foi a primeira vez, nem a segunda e nem a terceira. O racismo é o normal na La Liga. A competição acha normal, a Federação também e os adversários incentivam. Lamento muito. O campeonato que já foi de Ronaldinho, Ronaldo, Cristiano e Messi hoje é dos racistas. Uma nação linda, que me acolheu e que amo, mas que aceitou exportar a imagem para o mundo de um país racista. Lamento pelos espanhois que não concordam, mas hoje, no Brasil, a Espanha é conhecida como um país de racistas. E, infelizmente, por tudo o que acontece a cada semana, não tenho como defender. Eu concordo. Mas eu sou forte e vou até o fim contra os racistas. Mesmo que longe daqui. | ” |

O presidente da La Liga, Javier Tebas, criticou a publicação de Vinícius:
| “              | Já que aqueles que deveriam não te explicam o que é que LaLiga pode fazer nos casos de racismo, tentamos nós explicarmos, mas você não se apresentou em nenhuma das datas acordadas que você mesmo solicitou. Antes de criticar e injuriar LaLiga, é necessário se informar adequadamente, Vini Jr. Não se deixe manipular e tenha certeza de entender bem as competências de cada um e o trabalho que estamos fazendo juntos. | ” |
| — Javier Tebas | |   |

O posicionamento do presidente da La Liga foi prontamente respondido pelo jogador:
| “                 | Mais uma vez, em vez de criticar racistas, o presidente da LaLiga aparece nas redes sociais para me atacar. Por mais que você fale e finja não ler, a imagem do seu campeonato está abalada. Veja as respostas do seus posts e tenha uma surpresa… Omitir-se só faz com que você se iguale a racistas. Não sou seu amigo para conversar sobre racismo. Quero ações e punições. Hashtag não me comove. | ” |
| — Vinícius Júnior | |   |

Em 21 de outubro de 2023, em uma partida entre Real Madrid e Sevilla, válida pelo Campeonato Espanhol, no estádio Ramón Sánchez Pizjuán, Vinícius Jr. foi novamente vítima de um caso de racismo. O sujeito, que era torcedor do clube local, fez imitações de um macaco. Após isso, o Sevilla emitiu uma nota dizendo que identificou o torcedor e expulsou-o do estádio. O jogador do Real Madrid também fez pronunciamentos em suas redes sociais.

## Fora do futebol
Vinícius Júnior possui sua carreira agenciada pela agência Play9. Em julho de 2021, o jogador anunciou seu projeto social focado na educação de crianças do Rio de Janeiro, o Instituto Vini Jr., projeto que ajuda crianças que vivem em condições de pobreza através do esporte.
Em 17 de junho de 2023, Vinícius Júnior ingressou na Comissão Antirracismo na FIFA. A informação foi dada pelo presidente Gianni Infantino, que afirmou que a comissão seria composta de jogadores que irão sugerir punições mais severas para casos de discriminação racial.
No dia 30 de outubro, Vini venceu o Prêmio Sócrates na premiação da Bola de Ouro 2023. O prêmio, que estava em sua 2ª edição, foi criado como forma de reconhecer iniciativas sociais ligadas ao esporte. Vinícius faturou a premiação devido ao seu trabalho com o Instituto Vini Jr. Já em dezembro, o jogador anunciou sua entrada no mundo dos e-sports através da organização LOUD. No anúncio feito no X (antigo Twitter) pelas duas partes, foi revelado que Vini entrou sendo diretor e embaixador da organização.
Em 2 de fevereiro de 2024, Vinícius Júnior foi nomeado embaixador da boa vontade da UNESCO, sendo o segundo jogador brasileiro a receber o prêmio, depois de Pelé. "Receber esse convite para ser embaixador da Unesco aos 23 anos é mais do que uma honra, é uma vitória e um dever que carregarei para a vida. Claro que quero ser lembrado como um grande jogador, mas também como um cidadão que se esforçou para fazer algo diferente. Eu luto pela educação desde os 19 anos e até esse ano apenas com os meus recursos, e meu Instituto cresce mês a mês no Brasil. Com a potência que é a Unesco, vamos impactar o mundo" disse Vinicius Júnior.
No dia 4 de junho de 2024, Vinícius Júnior foi anunciado como embaixador da Gatorade.

## Estatísticas
Atualizadas até 13 de abril de 2025.

### Clubes
| Equipe               | Temporada         | Campeonato nacional | Campeonato nacional | Campeonato nacional | Copa nacional[a] | Copa nacional[a] | Copa nacional[a] | Competições continentais[b] | Competições continentais[b] | Competições continentais[b] | Outros torneios[c] | Outros torneios[c] | Outros torneios[c] | Total | Total | Total   |
| Equipe               | Temporada         | Jogos               | Gols                | Assist.             | Jogos            | Gols             | Assist.          | Jogos                       | Gols                        | Assist.                     | Jogos              | Gols               | Assist.            | Jogos | Gols  | Assist. |
| -------------------- | ----------------- | ------------------- | ------------------- | ------------------- | ---------------- | ---------------- | ---------------- | --------------------------- | --------------------------- | --------------------------- | ------------------ | ------------------ | ------------------ | ----- | ----- | ------- |
| Flamengo             | 2017              | 25                  | 3                   | 1                   | 4                | 0                | 0                | 7                           | 1                           | 0                           | 1                  | 0                  | 0                  | 37    | 4     | 1       |
| Flamengo             | 2018              | 12                  | 4                   | 3                   | 2                | 0                | 0                | 5                           | 2                           | 0                           | 14                 | 4                  | 1                  | 33    | 10    | 4       |
| Flamengo             | Total             | 37                  | 7                   | 4                   | 6                | 0                | 0                | 12                          | 3                           | 0                           | 15                 | 4                  | 1                  | 70    | 14    | 5       |
| Real Madrid Castilla | 2018–19           | 5                   | 4                   | 0                   | –                | –                | –                | –                           | –                           | –                           | –                  | –                  | –                  | 5     | 4     | 0       |
| Real Madrid Castilla | Total             | 5                   | 4                   | 0                   | –                | –                | –                | –                           | –                           | –                           | –                  | –                  | –                  | 5     | 4     | 0       |
| Real Madrid          | 2018–19           | 18                  | 2                   | 0                   | 8                | 2                | 6                | 4                           | 0                           | 2                           | 1                  | 0                  | 0                  | 31    | 4     | 8       |
| Real Madrid          | 2019–20           | 29                  | 3                   | 2                   | 3                | 1                | 1                | 5                           | 1                           | 1                           | 1                  | 0                  | 0                  | 38    | 5     | 4       |
| Real Madrid          | 2020–21           | 35                  | 3                   | 4                   | 1                | 0                | 0                | 12                          | 3                           | 2                           | 3                  | 0                  | 0                  | 51    | 6     | 6       |
| Real Madrid          | 2021–22           | 35                  | 17                  | 11                  | 2                | 0                | 0                | 13                          | 4                           | 7                           | 2                  | 1                  | 0                  | 52    | 22    | 18      |
| Real Madrid          | 2022–23           | 32                  | 10                  | 10                  | 5                | 3                | 3                | 13                          | 7                           | 6                           | 5                  | 3                  | 2                  | 55    | 23    | 21      |
| Real Madrid          | 2023–24           | 26                  | 15                  | 4                   | 1                | 0                | 0                | 10                          | 6                           | 5                           | 2                  | 3                  | 0                  | 39    | 24    | 9       |
| Real Madrid          | 2024–25           | 25                  | 11                  | 5                   | 5                | 1                | 2                | 11                          | 7                           | 1                           | 4                  | 1                  | 2                  | 45    | 20    | 10      |
| Real Madrid          | Total             | 200                 | 61                  | 36                  | 25               | 7                | 12               | 68                          | 28                          | 24                          | 18                 | 8                  | 4                  | 311   | 104   | 76      |
| Total na carreira    | Total na carreira | 242                 | 72                  | 40                  | 31               | 7                | 12               | 80                          | 31                          | 24                          | 33                 | 12                 | 5                  | 386   | 122   | 81      |

- a. ^ Jogos da Copa do Brasil e Copa del Rey
- b. ^ Jogos da Copa Sul-Americana, Copa Libertadores e Liga dos Campeões da UEFA
- c. ^ Jogos da Primeira Liga do Brasil, Campeonato Carioca, Mundial de Clubes, Supercopa da Espanha e Supercopa da UEFA

### Seleção Brasileira
Abaixo estão listados todos os jogos, gols e assistências do futebolista pela Seleção Brasileira, desde as categorias de base.
Seleção principal
| Ano               | Copa do Mundo | Copa do Mundo | Copa do Mundo | Copa América | Copa América | Copa América | Qualificação Mundial | Qualificação Mundial | Qualificação Mundial | Amistosos | Amistosos | Amistosos | Total | Total | Total   |
| Ano               | Jogos         | Gols          | Assist.       | Jogos        | Gols         | Assist.      | Jogos                | Gols                 | Assist.              | Jogos     | Gols      | Assist.   | Jogos | Gols  | Assist. |
| ----------------- | ------------- | ------------- | ------------- | ------------ | ------------ | ------------ | -------------------- | -------------------- | -------------------- | --------- | --------- | --------- | ----- | ----- | ------- |
| 2019              | —             | —             | —             | —            | —            | —            | —                    | —                    | —                    | 1         | 0         | 0         | 1     | 0     | 0       |
| 2021              | —             | —             | —             | 4            | 0            | 0            | 4                    | 0                    | 0                    | —         | —         | —         | 8     | 0     | 0       |
| 2022              | 4             | 1             | 2             | —            | —            | —            | 3                    | 1                    | 0                    | 4         | 0         | 0         | 11    | 2     | 2       |
| 2023              | —             | —             | —             | —            | —            | —            | 3                    | 0                    | 1                    | 3         | 1         | 0         | 6     | 1     | 1       |
| 2024              | —             | —             | —             | 2            | 2            | 0            | 0                    | 0                    | 0                    | 4         | 0         | 2         | 6     | 2     | 2       |
| 2025              |               |               |               |              |              |              | 2                    | 1                    | 1                    |           |           |           |       |       |         |
| Total na carreira | 4             | 1             | 2             | 6            | 2            | 0            | 12                   | 2                    | 2                    | 12        | 1         | 2         | 34    | 6     | 4       |

Sub–20
| Ano               | Amistosos | Amistosos | Amistosos |
| Ano               | Jogos     | Gols      | Assist.   |
| ----------------- | --------- | --------- | --------- |
| 2018              | 2         | 0         | 0         |
| Total na carreira | 2         | 0         | 0         |

Expanda a caixa de informações para conferir todos os jogos deste jogador, pela sua seleção nacional.
|    | Data                   | Local                                 | Resultado | Adversário | Gol(s) | Assist. | Competição |
| -- | ---------------------- | ------------------------------------- | --------- | ---------- | ------ | ------- | ---------- |
| 1. | 15 de novembro de 2018 | Estádio Independência, Belo Horizonte | 0–0       | Colômbia   | 0      | 0       | Amistoso   |
| 2. | 20 de novembro de 2018 | Estádio Olímpico, Goiânia             | 2–2       | Colômbia   | 0      | 0       | Amistoso   |

Sub–17
| Ano               | Campeonato Sul–Americano | Campeonato Sul–Americano | Campeonato Sul–Americano | BRICS Cup | BRICS Cup | BRICS Cup | Nike Friendlies | Nike Friendlies | Nike Friendlies | Amistosos | Amistosos | Amistosos | Total | Total | Total   |
| Ano               | Jogos                    | Gols                     | Assist.                  | Jogos     | Gols      | Assist.   | Jogos           | Gols            | Assist.         | Jogos     | Gols      | Assist.   | Jogos | Gols  | Assist. |
| ----------------- | ------------------------ | ------------------------ | ------------------------ | --------- | --------- | --------- | --------------- | --------------- | --------------- | --------- | --------- | --------- | ----- | ----- | ------- |
| 2016              | —                        | —                        | —                        | 5         | 4         | 0         | 3               | 3               | 0               | —         | —         | —         | 8     | 7     | 0       |
| 2017              | 8                        | 7                        | 2                        | —         | —         | —         | —               | —               | —               | 7         | 6         | 0         | 13    | 13    | 2       |
| Total na carreira | 8                        | 7                        | 2                        | 5         | 4         | 0         | 3               | 3               | 0               | 7         | 6         | 0         | 21    | 20    | 2       |

Expanda a caixa de informações para conferir todos os jogos deste jogador, pela sua seleção nacional.
|     | Data                    | Local                         | Resultado | Adversário     | Gol(s) | Assist. | Competição                |
| --- | ----------------------- | ----------------------------- | --------- | -------------- | ------ | ------- | ------------------------- |
| 1.  | 8 de julho de 2016      | Granja Comary, Teresópolis    | 4–2       | Chile          | 2      | 2       | Amistoso                  |
| 2.  | 6 de setembro de 2016   | Granja Comary, Teresópolis    | 2–0       | Uruguai        | 0      | 0       | Amistoso                  |
| 3.  | 8 de setembro de 2016   | Granja Comary, Teresópolis    | 5–2       | Uruguai        | 1      | 0       | Amistoso                  |
| 4.  | 5 de outubro de 2016    | GMC Stadium, Bambolim         | 2–0       | China          | 0      | 0       | BRICS Cup U-17            |
| 5.  | 9 de outubro de 2016    | GMC Stadium, Bambolim         | 2–0       | Rússia         | 1      | 0       | BRICS Cup U-17            |
| 6.  | 11 de outubro de 2016   | GMC Stadium, Bambolim         | 3–0       | África do Sul  | 1      | 0       | BRICS Cup U-17            |
| 7.  | 13 de outubro de 2016   | GMC Stadium, Bambolim         | 3–1       | Indía          | 1      | 0       | BRICS Cup U-17            |
| 8.  | 15 de outubro de 2016   | Estádio Fatorda, Margão       | 5–1       | África do Sul  | 1      | 0       | BRICS Cup U-17            |
| 9.  | 30 de novembro de 2016  | Lakewood Ranch                | 4–2       | Turquia        | 2      | 0       | Nike Friendlies           |
| 10. | 2 de dezembro de 2016   | Lakewood Ranch                | 3–3       | Portugal       | 1      | 0       | Nike Friendlies           |
| 11. | 5 de dezembro de 2016   | Lakewood Ranch                | 0–3       | Estados Unidos | 0      | 0       | Nike Friendlies           |
| 12. | 24 de fevereiro de 2017 | Estádio La Granja, Curicó     | 3–0       | Peru           | 1      | 0       | Sul-Americano Sub-17 2017 |
| 13. | 26 de fevereiro de 2017 | Estádio La Granja, Curicó     | 1–0       | Venezuela      | 0      | 0       | Sul-Americano Sub-17 2017 |
| 14. | 2 de março de 2017      | Estádio Fiscal, Talca         | 1–1       | Paraguai       | 1      | 0       | Sul-Americano Sub-17 2017 |
| 15. | 7 de março de 2017      | Estádio El Teniente, Rancagua | 2–2       | Paraguai       | 0      | 1       | Sul-Americano Sub-17 2017 |
| 16. | 10 de março de 2017     | Estádio El Teniente, Rancagua | 4–0       | Venezuela      | 1      | 0       | Sul-Americano Sub-17 2017 |
| 17. | 13 de março de 2017     | Estádio El Teniente, Rancagua | 3–0       | Equador        | 2      | 1       | Sul-Americano Sub-17 2017 |
| 18. | 16 de março de 2017     | Estádio El Teniente, Rancagua | 3–0       | Colômbia       | 2      | 0       | Sul-Americano Sub-17 2017 |
| 19. | 19 de março de 2017     | Estádio El Teniente, Rancagua | 5–0       | Chile          | 0      | 0       | Sul-Americano Sub-17 2017 |

Sub–15
| Ano               | Campeonato Sul–Americano | Campeonato Sul–Americano | Campeonato Sul–Americano | Torneio de Montaigu | Torneio de Montaigu | Torneio de Montaigu | Amistosos | Amistosos | Amistosos | Total | Total | Total   |
| Ano               | Jogos                    | Gols                     | Assist.                  | Jogos               | Gols                | Assist.             | Jogos     | Gols      | Assist.   | Jogos | Gols  | Assist. |
| ----------------- | ------------------------ | ------------------------ | ------------------------ | ------------------- | ------------------- | ------------------- | --------- | --------- | --------- | ----- | ----- | ------- |
| 2015              | 6                        | 6                        | 0                        | 4                   | 1                   | 1                   | 1         | 0         | 1         | 11    | 7     | 2       |
| Total na carreira | 6                        | 6                        | 0                        | 4                   | 1                   | 1                   | 1         | 0         | 1         | 11    | 7     | 2       |

Expanda a caixa de informações para conferir todos os jogos deste jogador, pela sua seleção nacional.
|     | Data                   | Local                                | Resultado | Adversário | Gol(s) | Assist. | Competição                  |
| --- | ---------------------- | ------------------------------------ | --------- | ---------- | ------ | ------- | --------------------------- |
| 1.  | 31 de março de 2015    | La Roche sur Yon, La Roche-sur-Yon   | 1–1       | Bélgica    | 0      | 1       | Torneio de Montaigu de 2015 |
| 2.  | 2 de abril de 2015     | La Roche sur Yon, La Roche-sur-Yon   | 1–1       | Marrocos   | 0      | 0       | Torneio de Montaigu de 2015 |
| 3.  | 4 de abril de 2015     | Montaigu, Montaigu                   | 1–2       | França     | 0      | 0       | Torneio de Montaigu de 2015 |
| 4.  | 6 de abril de 2015     | La Roche sur Yon, La Roche-sur-Yon   | 3–2       | França     | 1      | 0       | Torneio de Montaigu de 2015 |
| 5.  | 24 de novembro de 2015 | Municipal de Montería, Montería      | 3–2       | Chile      | 0      | 0       | Sul-Americano Sub-15 2015   |
| 6.  | 26 de novembro de 2015 | Municipal de Montería, Montería      | 6–1       | Peru       | 1      | 0       | Sul-Americano Sub-15 2015   |
| 7.  | 28 de novembro de 2015 | Municipal de Montería, Montería      | 3–0       | Bolívia    | 2      | 0       | Sul-Americano Sub-15 2015   |
| 8.  | 30 de novembro de 2015 | Municipal de Montería, Montería      | 6–0       | Uruguai    | 1      | 0       | Sul-Americano Sub-15 2015   |
| 9.  | 3 de dezembro de 2015  | Armando Maestre Pavajeau, Valledupar | 3–1       | Equador    | 2      | 0       | Sul-Americano Sub-15 2015   |
| 10. | 6 de dezembro de 2015  | Armando Maestre Pavajeau, Valledupar | 0–0       | Uruguai    | 0      | 0       | Sul-Americano Sub-15 2015   |

## Vida pessoal
No ano de 2019, viveu um affair com a blogueira e influenciadora digital Maju Mazalli. Segundo Mazalli, o romance durou dois anos.

## Títulos
Real Madrid
- Copa Intercontinental da FIFA: 2024
- Copa do Mundo de Clubes da FIFA: 2018, 2022
- Liga dos Campeões da UEFA: 2021–22 e 2023–24
- Supercopa da UEFA: 2022 e 2024
- La Liga: 2019–20, 2021–22 e 2023–24
- Copa do Rei: 2022–23
- Supercopa da Espanha: 2019–20, 2021–22 e 2023–24

## Prêmios individuais
- The Best FIFA: 2024[258]
- Globe Soccer Awards – Melhor Jogador do Mundo: 2024[259]
- Globe Soccer Awards – Melhor Atacante do Mundo: 2024[260]
- Melhor Jogador do Mundo (Football Today): 2024[261]
- Melhor Jogador do Mundo (Sports Illustrated): 2024[262]
- Melhor Jogador do Mundo (Marca): 2024[263]
- Melhor Jogador Jovem do Mundo (Marca): 2022[264]
- Seleção do Ano FIFPro: 2023[265] e 2024[266]
- Bola de Ouro da Copa do Mundo de Clubes da FIFA: 2022[267]
- Melhor Jogador da Liga dos Campeões da UEFA: 2023–24[268]
- Melhor Jogador Jovem da Liga dos Campeões da UEFA: 2021–22[269]
- Seleção da Liga dos Campeões da UEFA: 2021–22[270], 2022–23[271] e 2023–24[272]
- Melhor Jogador do Futebol Espanhol: 2022–23[273]
- Seleção da La Liga: 2021–22[274], 2022–23[275] e 2023–24[276]
- Gol da Temporada da La Liga: 2021–22[277]
- Troféu EFE: 2021–22[278], 2022–23[279], 2023–24[280]
- Samba de Ouro – Melhor Jogador Brasileiro na Europa: 2023[281], 2024[282]
- Prêmio Sócrates: 2023[283]
- Melhor Jogador do Real Madrid na temporada: 2022–23[284]
- Jogador do Mês da La Liga: novembro de 2021[285], março de 2024[286], novembro de 2024[287]
- Gol do Mês da La Liga: fevereiro de 2024[288]
- Melhor Jogador da Final da Supercopa da Espanha: 2023–24[289]
- Time da Temporada (European Sports Media): 2023–24[290]
- Time da Temporada (Football Today): 2023–24[291]
- Seleção do Ano da FIFA: 2024[292]
- Seleção do Ano da IFFHS: 2024[293]
- Melhor Jogador da Final da Copa Intercontinental da FIFA: 2024[294]
- Bola de Ouro da Copa Intercontinental da FIFA: 2024[294]

### Líder de assistências
- Liga dos Campeões da UEFA de 2023–24 (5 assistências)[295]

### Artilharias
- Supercopa da Espanha de 2023–24 (3 gols)

### Honrarias
- Ordem de Rio Branco, grau Comendador: 2023[296]
- Medalha Pedro Ernesto: 2023[297]
- Medalha Tiradentes: 2023[298]
- Medalha Zumbi dos Palmares: 2024[299]

## Recordes e Marcas
- Jogador Brasileiro com mais gols pelo Real Madrid: 105[300]